# Сімон Гедлунд
Сімон Фредрік Гедлунд (швед. Simon Fredrik Hedlund, нар. 11 березня 1993, Тролльгеттан, Швеція) — шведський футболіст, нападник клубу «Ельфсборг».

## Ігрова кар'єра

### Клубна
Сімон Гедлунд народився у містечку Тролльгеттан, почав свою кар'єру граючи у футбол в місцевих командах, що виступають у Третьому дивізіоні чемпіонату Швеції. У 2009 році Гедлунд приєднався до футбольної школи клубу з Аллсвенскан «Ельфсборг». У 2012 році нападник став гравцем основи і в тому ж сезоні разом з клубом виграв чемпіонат країни. А ще за два роки Гедлунд став переможцем національного Кубка у складі «Ельфсборга».
У 2016 році Гедлунд за рекордні для «Ельфсборга» 850 тисяч євро перейшов до клубу Другої німецької Бундесліги - берлінського «Уніона». За три сезони у чемпіонату Німеччини Сімон провів у клубі 70 матчів і у 2019 році допоміг берлінцям вийти до Бундесліги.
А сам у січні 2019 року підписав чотирирічний контракт з данським «Брондбю». Де майже одразу зарекомендував себе як гравець основи.
У серпні 2023 року повернувся до «Ельфсборга», підписавши контракт на три з половиною роки.

### Збірна
9 січня 2020 року у товариському матчі проти команди Молдови Сімон Гедлунд дебютував у складі національної збірної Швеції. А за три дні у своєму другому матчі за збірну проти збірної Косова Гедлунд відзначився забитими голом.

## Досягнення
Ельфсборг
 Чемпіон Швеції: 2012
 Переможець Кубка Швеції: 2013/14
Брондбю
- Фіналіст Кубка Данії: 2018/19
- Чемпіон Данії: 2020/21